# 維希納鄉 (登博維察縣)
44°36′N 25°21′E / 44.6°N 25.35°E
維希納鄉（羅馬尼亞語：Comuna Vișina, Dâmbovița），是羅馬尼亞的鄉份，位於該國南部，由登博維察縣負責管轄，面積103平方公里，海拔高度165米，2007年人口4,205，人口密度每平方公里41人。